# Karl-Theodor-Straße (München)
Die Karl-Theodor-Straße ist eine rund 1,6 km lange, vierspurige Straße in München. Sie zweigt von der Leopoldstraße in Schwabing in nordwestlicher Richtung ab und endet an der Schleißheimer Straße, wo sie in die Ackermannstraße übergeht, die weiter in Richtung Olympiapark führt, in Schwabing-West.

## Beschreibung
Die Karl-Theodor-Straße trennt den Luitpoldpark vom Bayernpark. An ihr liegt auch der Bonner Platz, das Maximiliansgymnasium München, das Oskar-von-Miller-Gymnasium München, das Sophie-Scholl-Gymnasium München, die Kirche St. Sebastian sowie die weiteren Baudenkmäler an der Karl-Theodor-Straße 16, 19, 23, 24, 25, 26, 27, 28, 30, 32, 48, 92 und 102/104/106, siehe auch: Liste der Baudenkmäler in Schwabing#K bzw. Liste der Baudenkmäler in Schwabing-West#K.

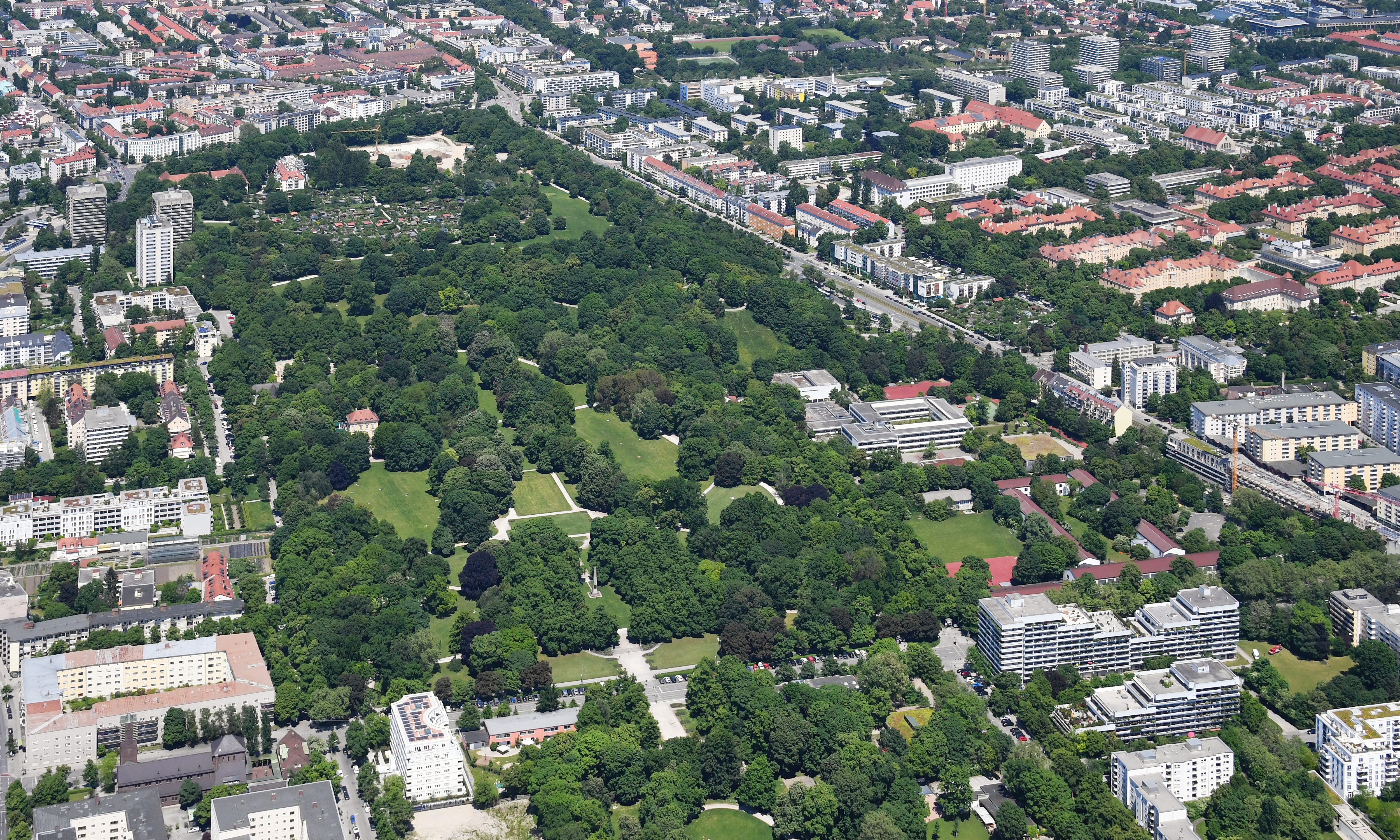
Luitpoldpark
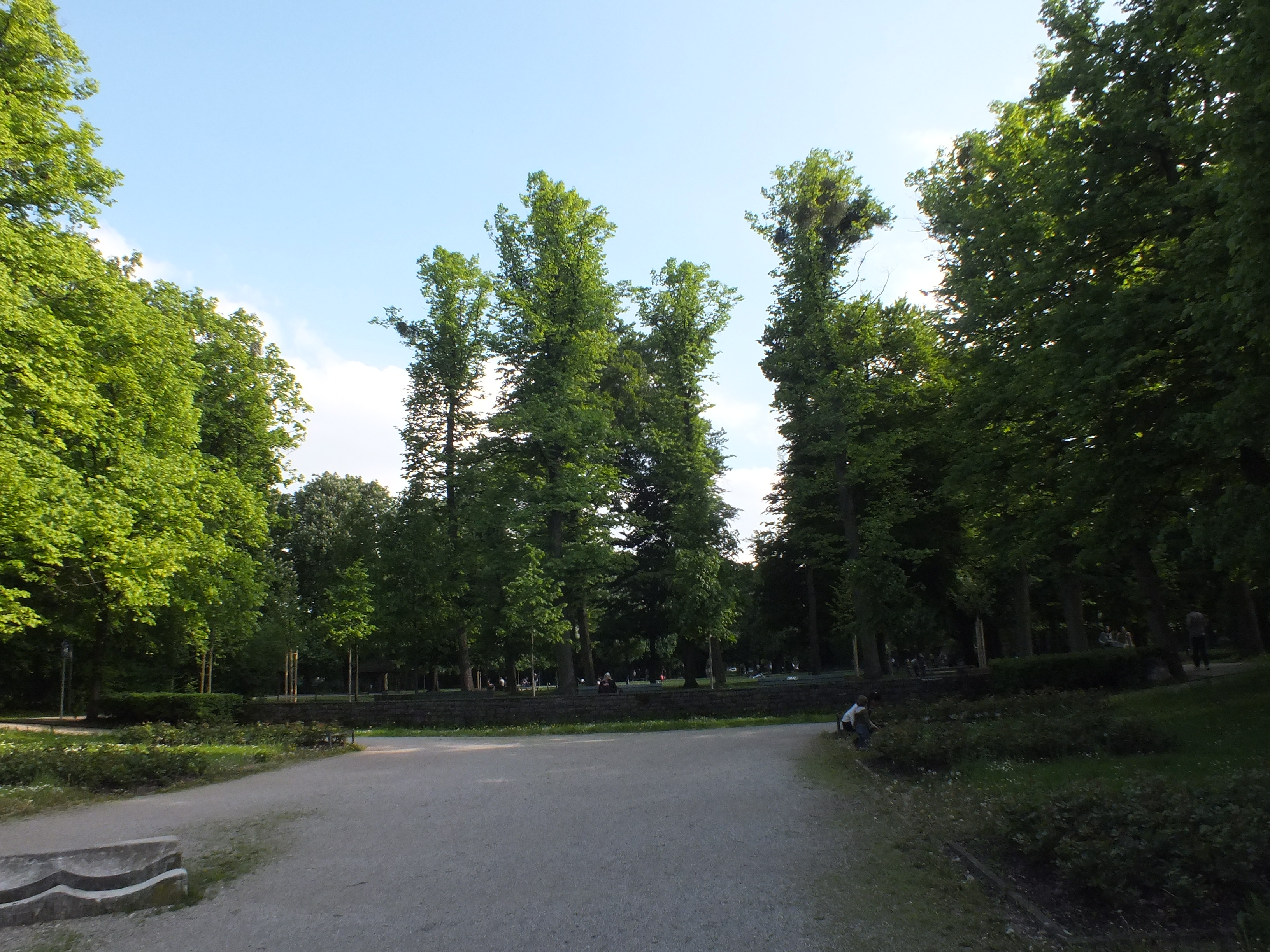
Bayernpark
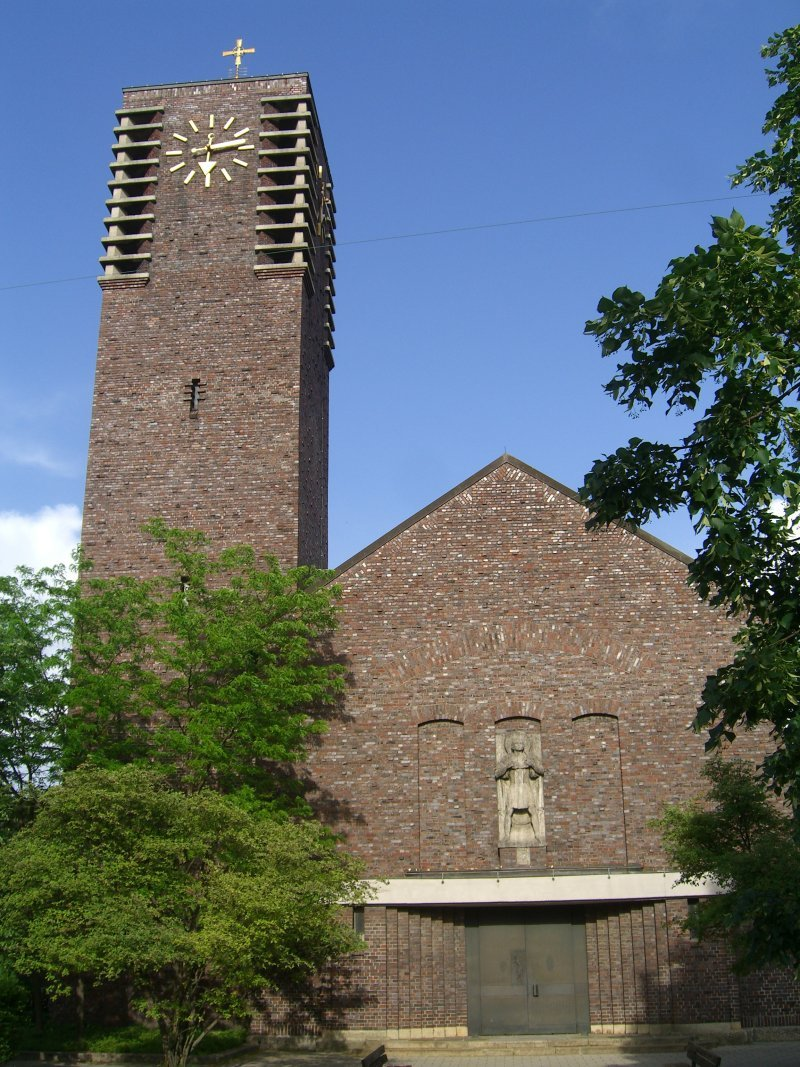
St. Sebastian
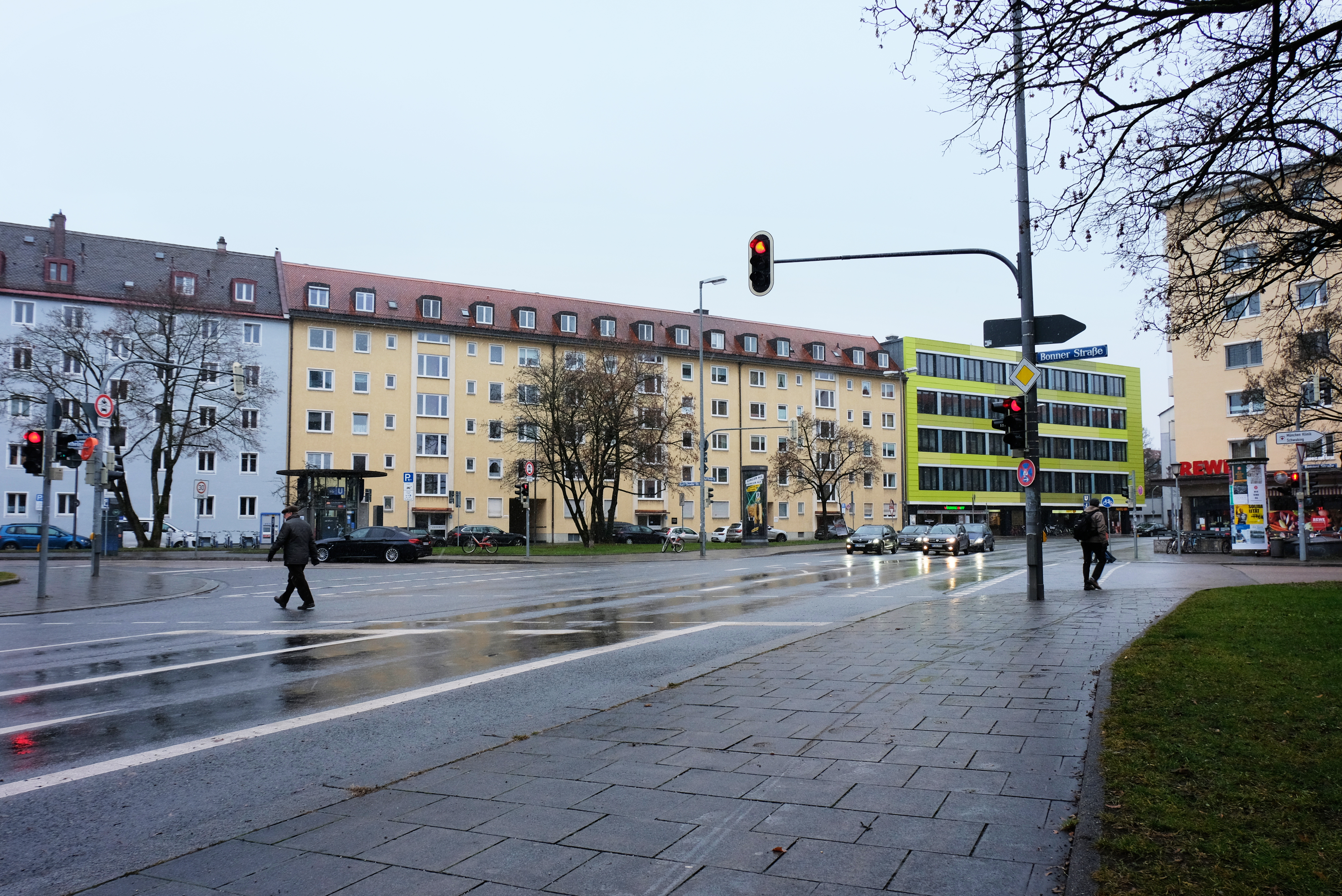
Bonner Platz
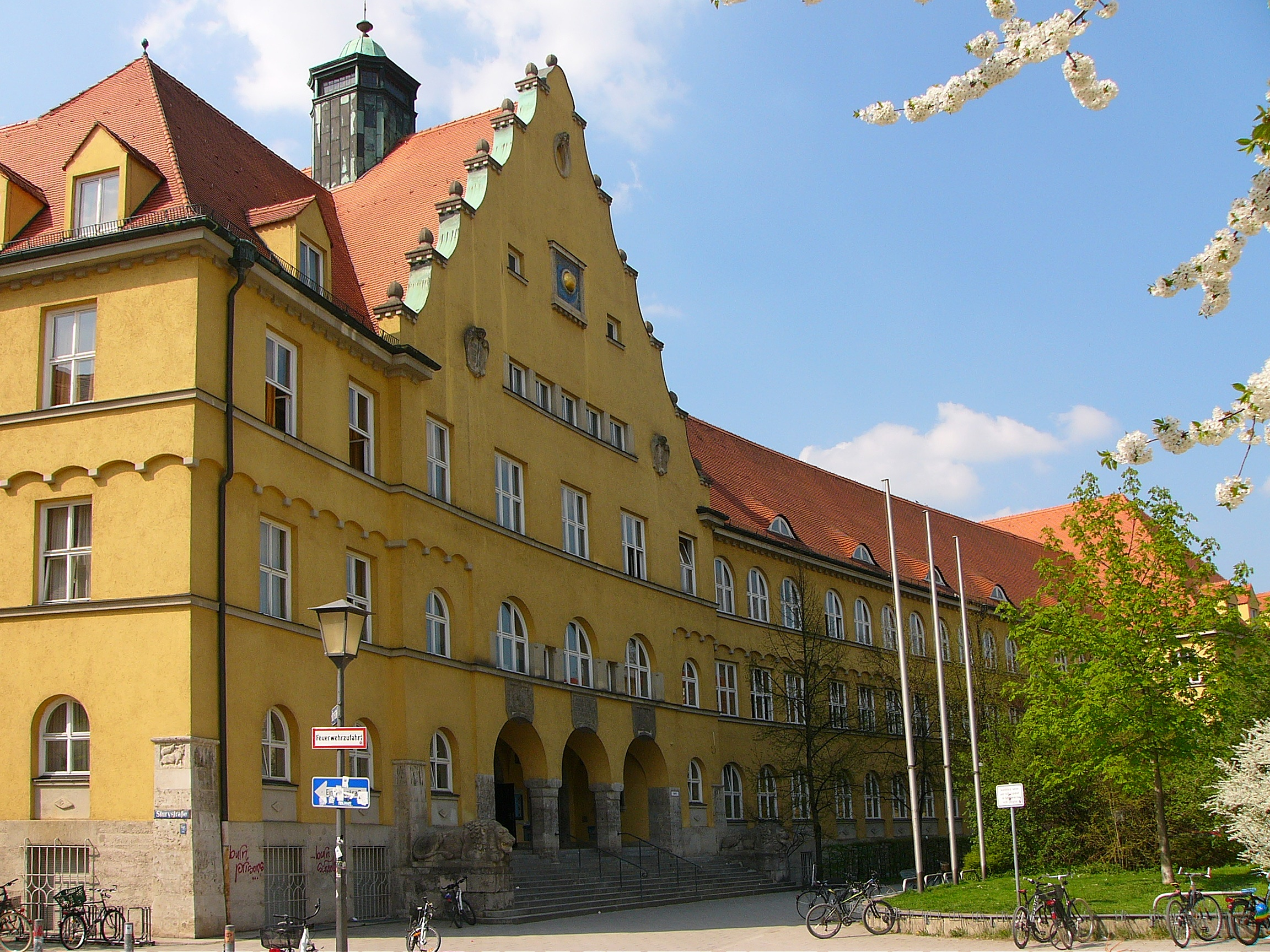
Maximiliansgymnasium München
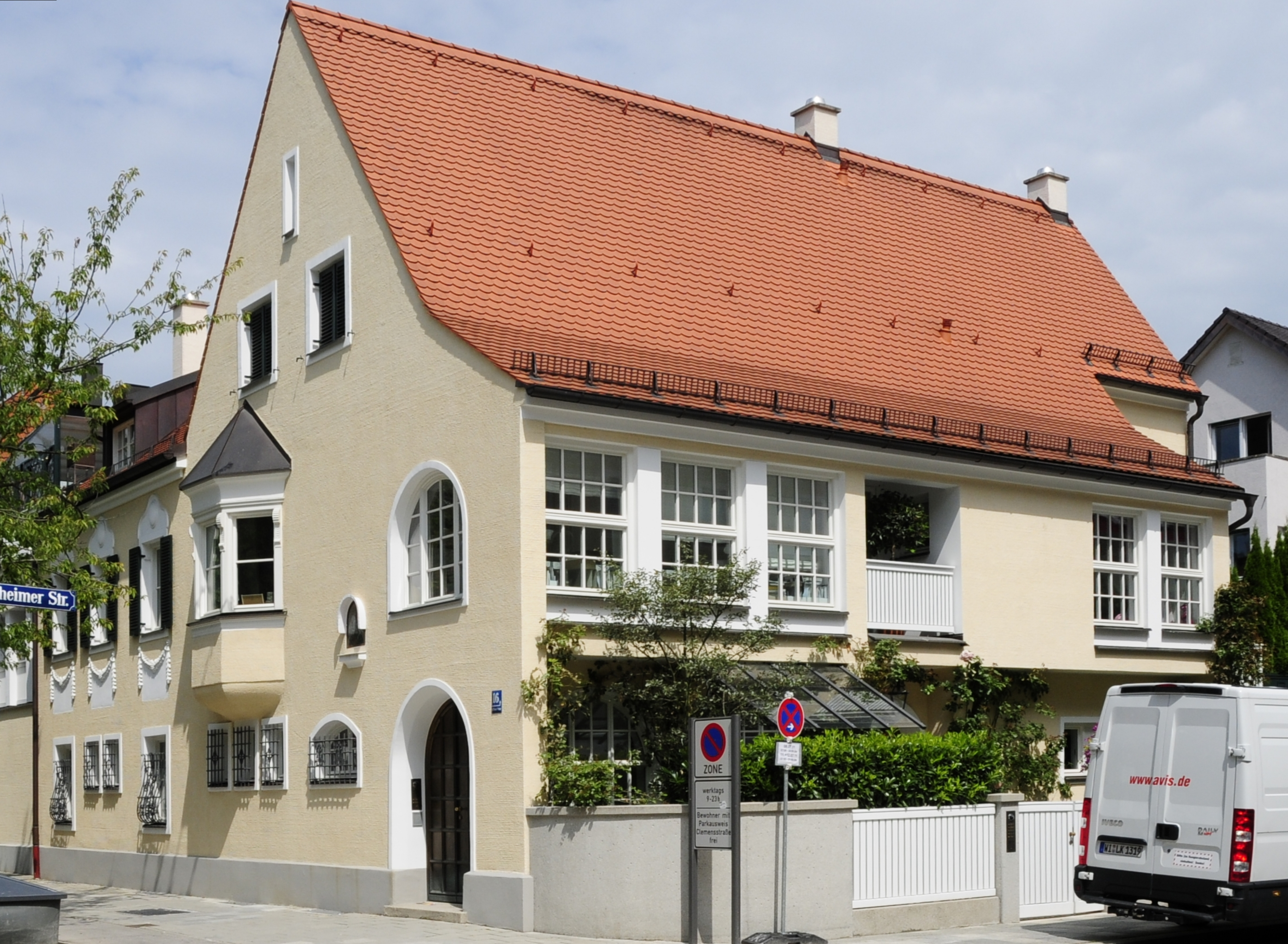
Karl-Theodor-Straße 16
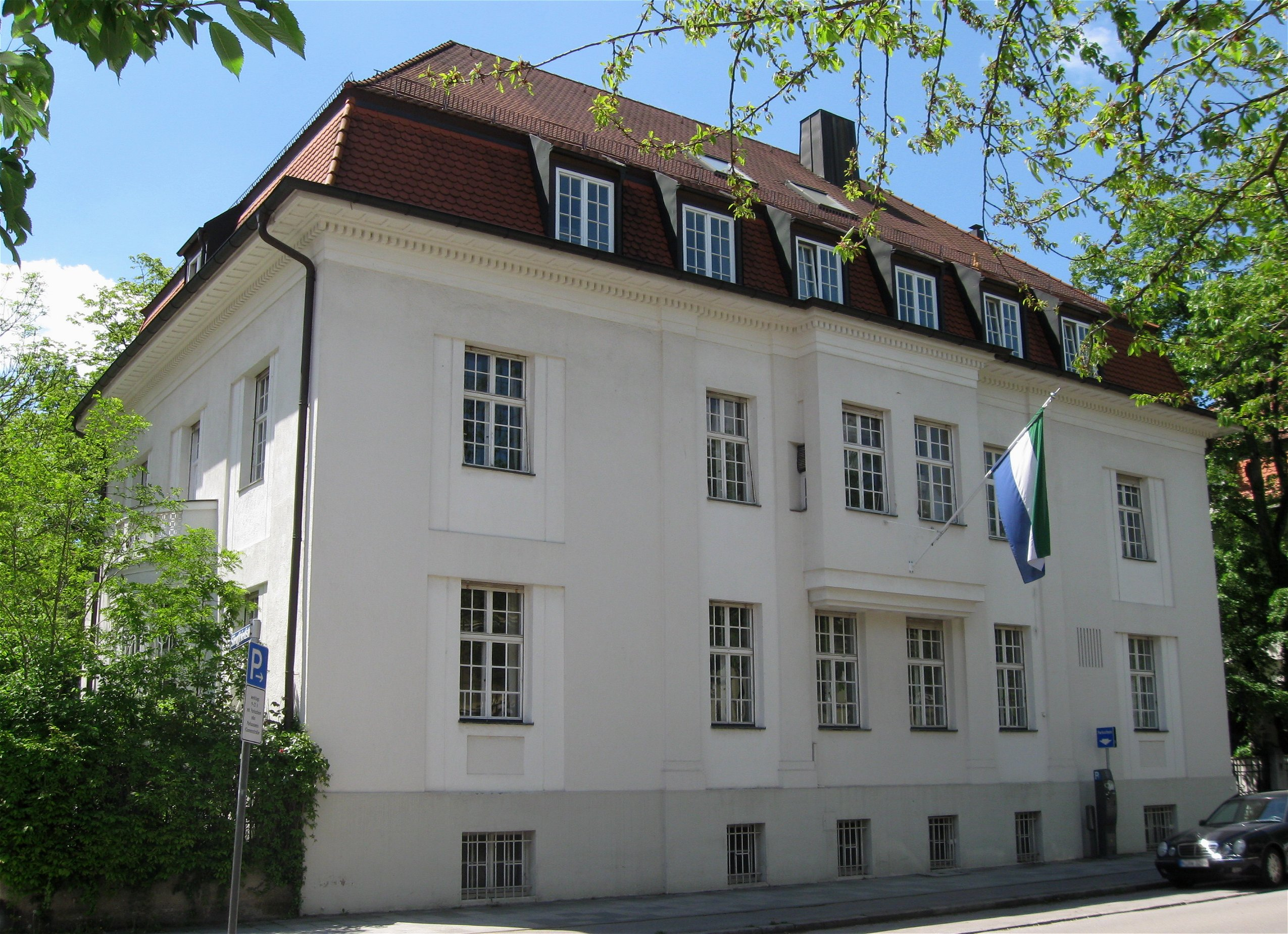
Karl-Theodor-Straße 19
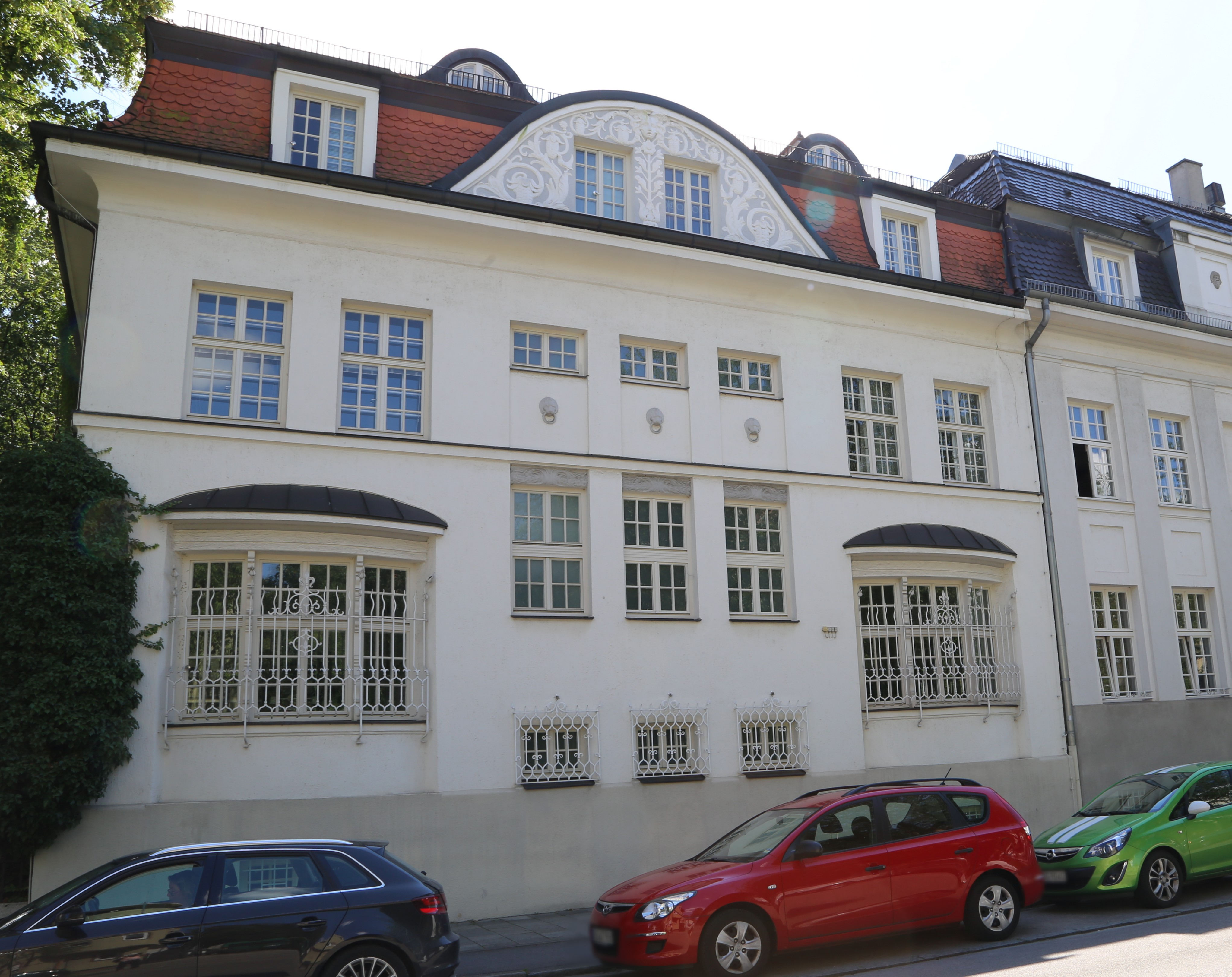
Karl-Theodor-Straße 23
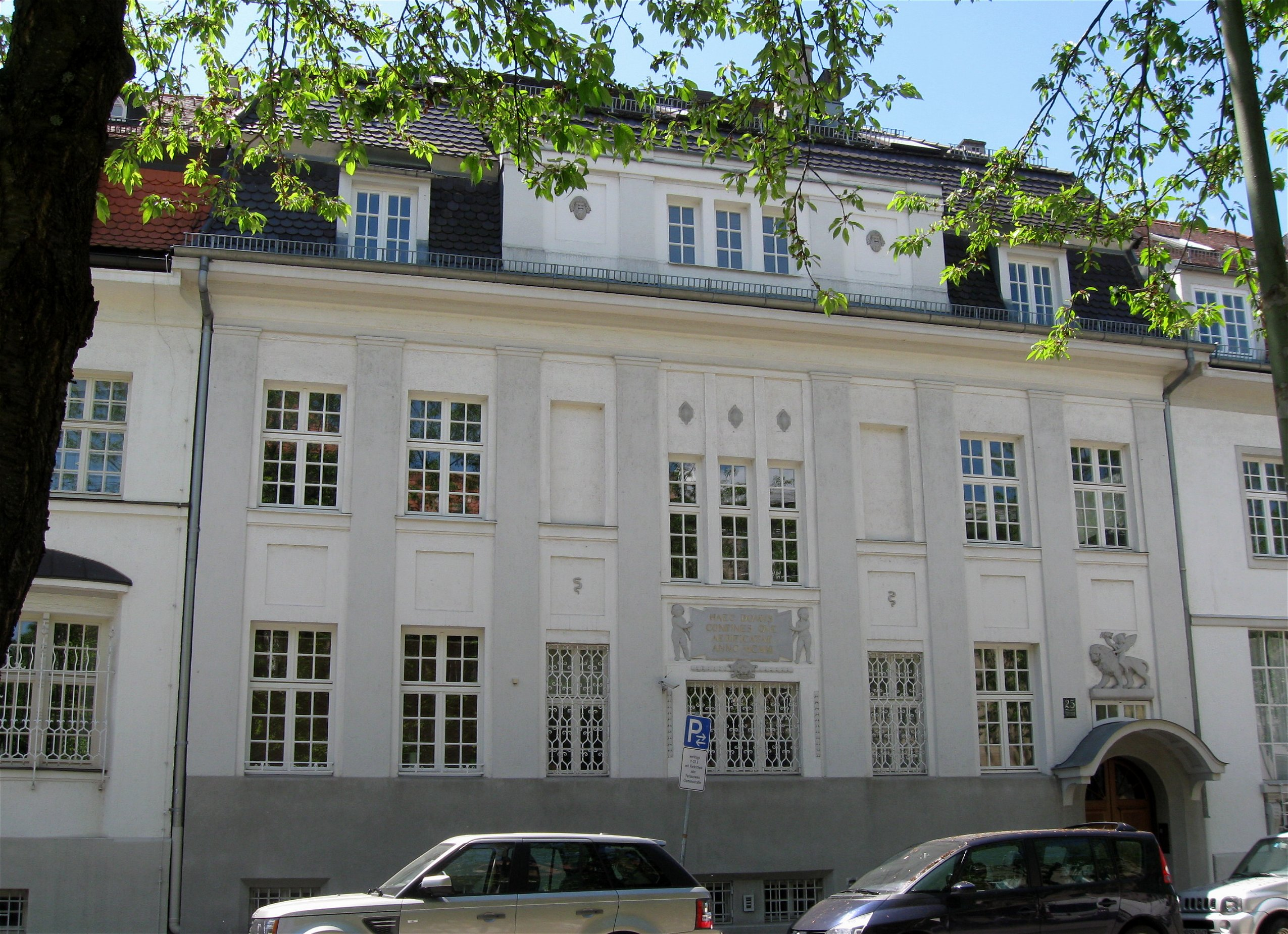
Karl-Theodor-Straße 23–25
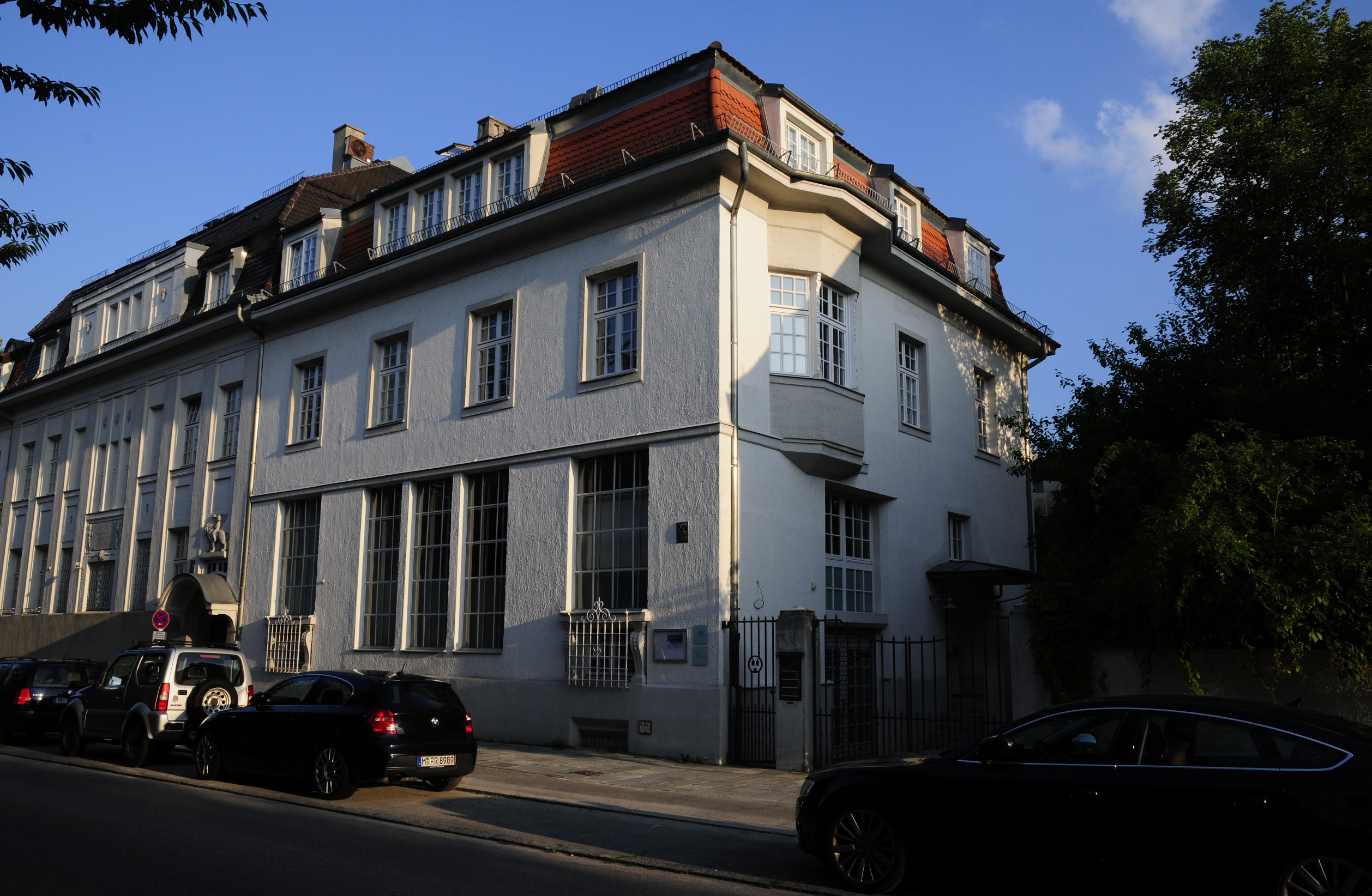
Karl-Theodor-Straße 27
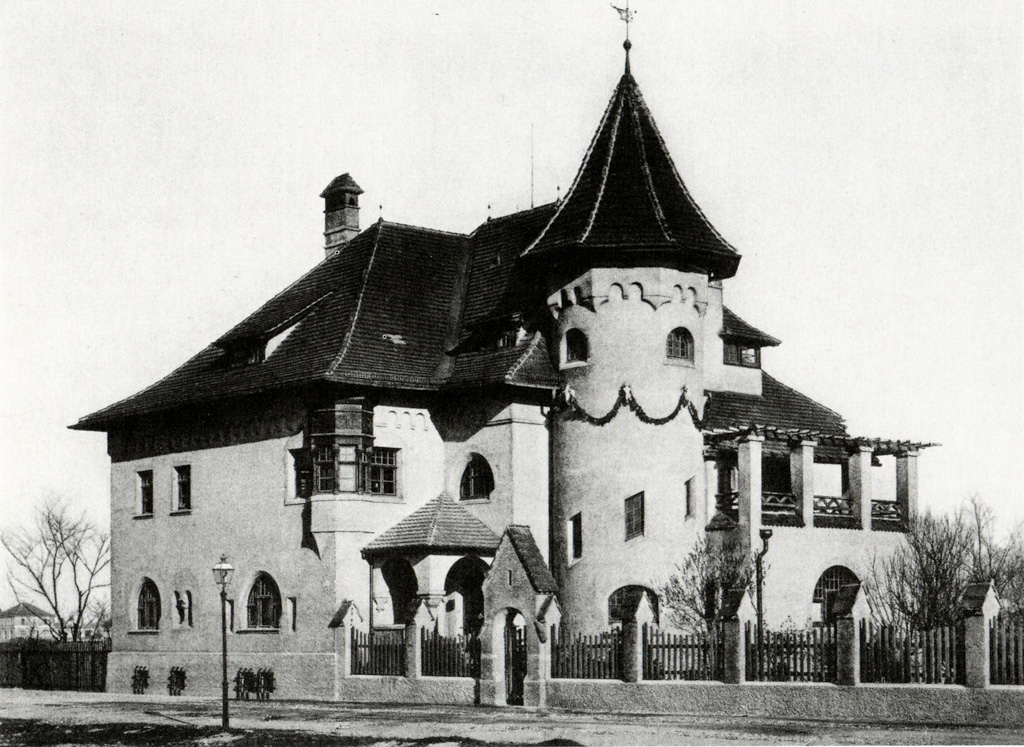
Ehemalige Villa Obrist (Karl-Theodor-Straße 48)

## Geschichte
Die Karl-Theodor-Straße wurde 1892 benannt nach Kurfürst Karl Theodor (Pfalz und Bayern).
An der Karl-Theodor-Straße 48 lag die Villa Obrist. Sie wurde im Jugendstil von August Exter für Hermann Obrist erbaut.
Im Februar 2025 beschloss die Stadtrats-Mehrheit entlang der Karl-Theodor-Straße die Rad- und Fußwege zu verbreitern. Dafür wird die Straße von derzeit zwei auf eine Fahrspur pro Richtung reduziert.